# Chiesa di Santa Cristina (Avane)
La chiesa di Santa Cristina si trova in località Avane nel comune di Vecchiano.
Attestata come pieve già nel 1137, l'attuale parrocchiale conserva delle strutture originali solo la muratura del fianco nord con le caratteristiche monofore strombate ed il portalino.
All'interno, ad aula unica, ristrutturato nella prima metà dell'Ottocento, resta una lastra tombale raffigurante un cavaliere identificato come il capitano di ventura Corrado Alchilbergh, morto al passaggio del Serchio, tra Ripafratta e Filettole, e sepolto nella vicina chiesa di Santa Viviana. Il coro, con il prezioso altare settecentesco, è valorizzato da decorazioni ottocentesche a grisailles.